# لیلی رایش
لیلی رایش (به آلمانی: Lilly Reich)؛ (زادهٔ ۱۶ ژوئن ۱۸۸۵ میلادی – درگذشتهٔ ۱۴ دسامبر ۱۹۴۷ میلادی) یک طراح مدرنیست اهل آلمان بود. او بیش از ده سال در اواخر دههٔ ۱۹۲۰ و ۱۹۳۰ میلادی با لودویگ میس فن در روهه همکاری نزدیک داشت.

## زندگی‌نامه

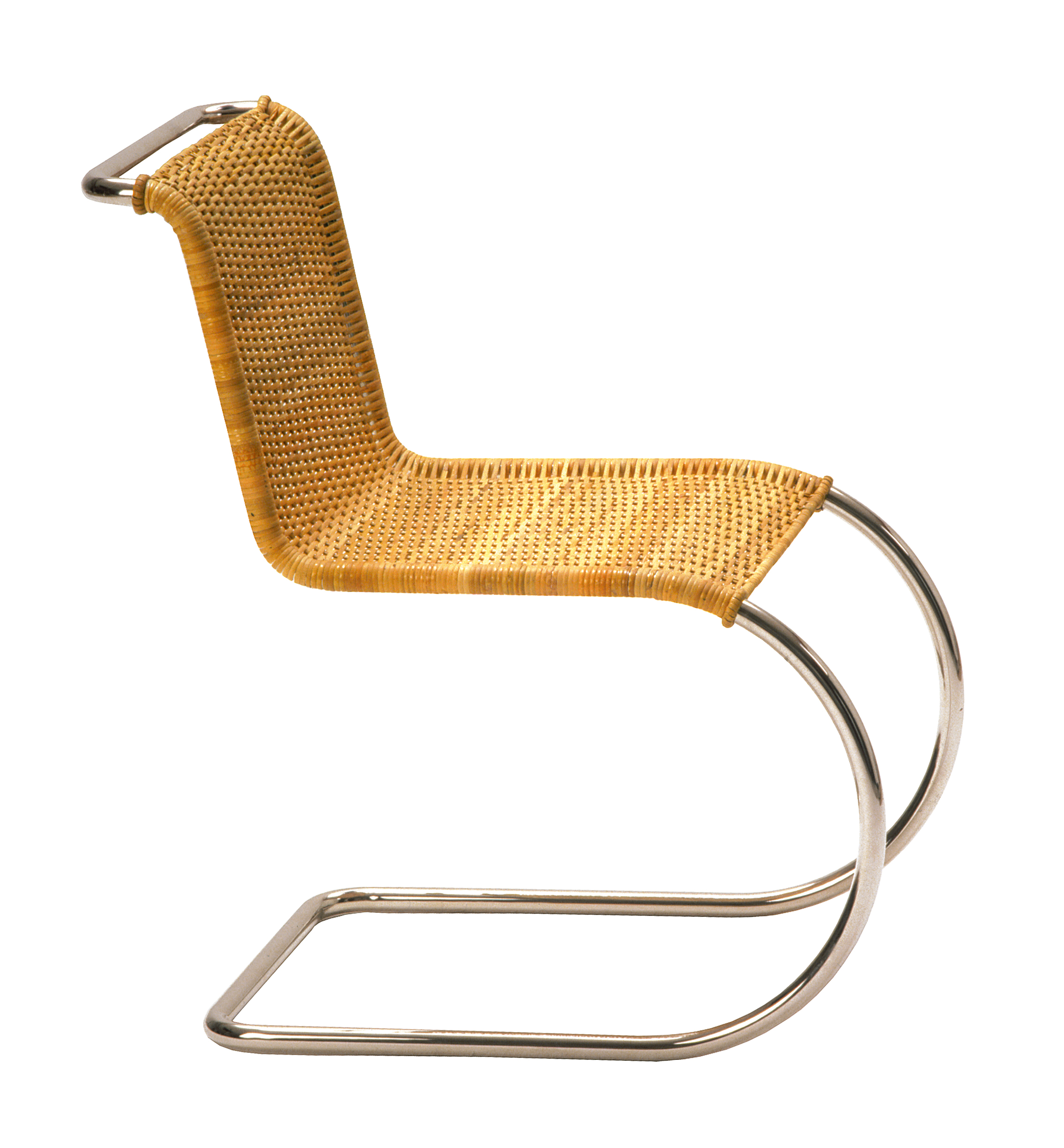
«صندلی وایسنهوف» اثر: میس فن در روهه با پشتی و نشیمن بافته‌شده از الیاف طبیعی توسط: لیلی رایش

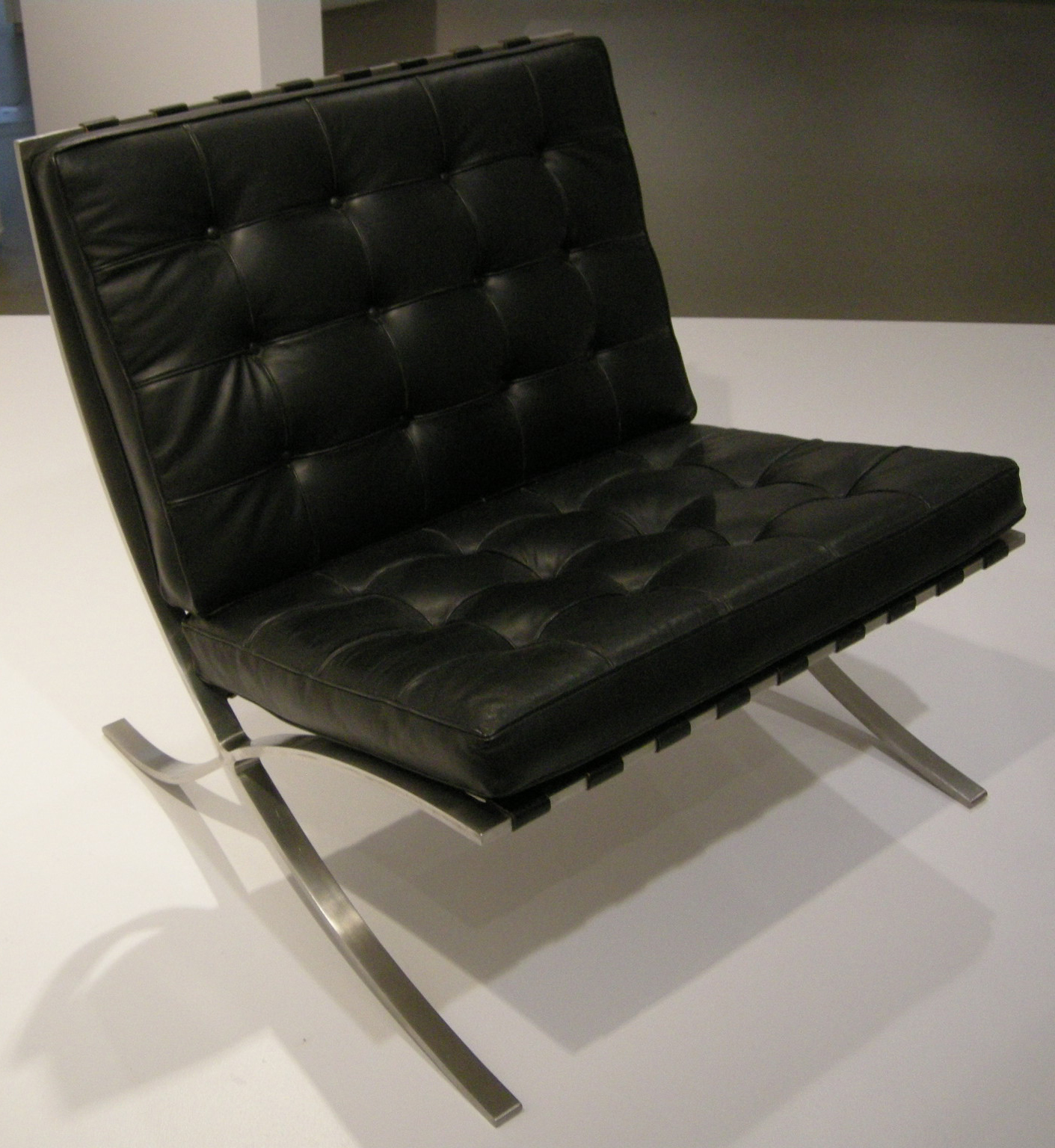
«صندلی بارسلونا»

لیلی رایش یکی از چهره‌های اولیه جنبش مدرن در معماری بود. او پس از مرگش به دلیل ارتباطش با یکی از مشهورترین معماران قرن بیستم به شهرت رسید.
رایش در ۱۶ ژوئن ۱۸۸۵ میلادی در برلین متولد شد. در سال ۱۹۰۸ میلادی هنگامی که به وین رفت و برای کار در وینر ورک‌اشتته (کارگاه وین) یوزف هفمان، یک شرکت تولید هنرهای تجسمی متشکل از طراحان، هنرمندان و معماران، از آموزش گل‌دوزی خود استفاده کرد. او در سال ۱۹۱۱ میلادی به برلین بازگشت. در آنجا شروع به طراحی مبلمان و لباس کرد. او همچنین در این زمان به عنوان تزئین ویترین مغازه مشغول به کار بود. سال بعد او به دویچر ورک‌بوند یا فدراسیون کار آلمان پیوست، گروهی شبیه به کارگاه وین که هدف آن کمک به بهبود رقابت شرکت‌های آلمانی در بازار جهانی بود. در آن سال او یک آپارتمان نمونهٔ طبقهٔ کارگر در گِوِرک‌شافت‌هاوس یا خانهٔ اتحادیهٔ کارگری در برلین طراحی کرد. به دلیل شفافیت و کاربردی بودن اثاثیه، مورد تحسین قرار گرفت. او در سال ۱۹۱۴ میلادی در نمایشگاه ورک‌بوند در کلن همکاری کرد. در سال ۱۹۲۰ میلادی، لیلی اولین زنی بود که به عضویت هیئت مدیرهٔ دویچر ورک‌بوند انتخاب شد.
از ۱۹۲۴ تا ۱۹۲۶ میلادی، او در مسه‌آمت، یا دفتر نمایشگاه تجاری، در فرانکفورت آم ماین کار کرد. او در آنجا مسئول سازماندهی و طراحی نمایشگاه‌های تجاری بود. در آنجا بود که او با لودویگ میس فن در روهه، نایب رئیس دویچر ورک‌بوند ملاقات کرد. این جرقه دوره‌ای از درگیری مبلمان برای فن در روهه شد زیرا این دو در پروژه‌های زیادی با هم همکاری کردند. در سال ۱۹۲۷ میلادی، این دو در «دی ووهنونگ» (خانه) در اشتوتگارت برای ورک‌بوند کار کردند. او بسیاری از فضاهای داخلی را برای این نمایشگاه طراحی کرد، از جمله «ووهنراوم این اشپیگل‌گلس» («فضای زندگی در شیشه آینه»). او در طول حرفه‌اش ویترین فروشگاه‌ها، نمایشگاه‌ها و مُد را طراحی می‌کرد. در سال ۱۹۲۹ میلادی او مدیر هنری مشارکت آلمان در نمایشگاه جهانی بارسلون شد، جایی که فن در روهه غرفهٔ مشهور جهانی خود را طراحی کرد. این‌جایی بود که صندلی معروف بارسلونا برای اولین بار ظاهر شد. این غرفه نقطهٔ برجسته تلاش‌های طراحی آن‌ها محسوب می‌شد.
در سال ۱۹۳۲ میلادی، فن در روهه از رایش خواست تا در باوهاوس تدریس کند و کارگاه طراحی داخلی را مدیریت کند. باوهاوس اندکی پس از آن در سال ۱۹۳۳ میلادی توسط نازی‌ها بسته شد که کار خود را به عنوان «هنر منحط، احتمالاً تحت تأثیر یهودیان» می‌دیدند.
او پس از جنگ جهانی دوم در دانشگاه هنر برلین تدریس کرد، اما نه برای مدت طولانی زیرا او بیمار شد و مجبور به استعفا شد. او چند سال بعد در سال ۱۹۴۷ میلادی در برلین درگذشت.